# Jörg Kurpjuhn
Jörg Kurpjuhn (* 1967) ist ein deutscher Vermessungsingenieur.

## Leben
Kurpjuhn studierte Vermessungswesen an der Universität Bonn, erlangte 1996 das Diplom und promovierte 2003 zum Dr.-Ing. Er arbeitete als wissenschaftlicher Assistent an der Universität Bonn.
Kurpjuhn war von 2021 bis 2025 Präsident des Landesamts für Vermessung und Geobasisinformation Rheinland-Pfalz.
Seine berufliche Laufbahn in der Vermessungs- und Katasterverwaltung Rheinland-Pfalz begann er beim Vermessungs- und Katasteramt Bernkastel-Kues, bevor er Leitungsaufgaben beim LVermGeo in Koblenz übernahm, zunächst für den Fachbereich Informationssysteme des Liegenschaftskatasters, für die Kompetenz- und Geschäftsstelle GDI-RP und dann für die Stabsstelle.
2011/2012 leitete Jörg Kurpjuhn das Vermessungs- und Katasteramt St. Goarshausen und war vorsitzendes Mitglied des Gutachterausschusses. Mit der Reform der VermKV wurde ihm im LVermGeo die Leitung der Abteilung Raumbezug, Liegenschaftskataster und Bodenmanagement übertragen, seit 2016 war er zugleich Vizepräsident des LVermGeo. 
„Das Interesse an Menschen, Landschaft, Technik und Prozessen motiviert ihn schon das ganze Berufsleben“, so Jörg Kurpjuhn bei seinem Amtsantritt. Ihn faszinieren moderne Methoden zur Erhebung und Führung von digitalen Geobasisinformationen, sowie deren Anwendungen im System der Eigentumssicherung, der Planung und im Bodenmanagement. „Geobasisinformationen sind unverzichtbare Bausteine einer bürgernahen Verwaltung, zur Wertschöpfung und für die Forschung. Ich bin überzeugt, dass Geodaten in vielerlei Hinsicht zur Entwicklung des Landes Rheinland-Pfalz beitragen.“ ist ein Zitat von ihm.

## Veröffentlichungen (Auswahl)
- J. Kurpjuhn: Smarte Geozukunft. In: Behördenspiegel. Nr. XI 2019, S. 41. (issuu.com)